# Dona Francisca
Dona Francisca este un oraș în Rio Grande do Sul (RS), Brazilia.